# Kingsbury (metrostation)
Kingsbury is een station van de metro van Londen aan de Jubilee Line. Het metrostation, dat in 1932 is geopend, ligt in de wijk Kingsbury.

## Geschiedenis
Kingsbury werd geopend op 10 december 1932 als onderdeel van de Stanmore tak van de Metropolitan Railway en bediend door de grootprofiel metrostellen van dat bedrijf. Hierdoor kwamen er nog meer ritten bij de stopdienst op de hoofdlijn tussen Harrow-on-the-Hill en Finchley Road. Een deel van de metro's van de Stanmore-tak keerde dan ook op spoor 5 bij Neasden. Door de groei van metroland, de nieuwe woonwijken in het noordwesten van de stad, was het aantal reizigers al sinds de Eerste Wereldoorlog gegroeid. De overgang van vier sporen op het bovengrondse traject op de dubbelsporige tunnel bij Finchley Road was sinds 1920 uitgegroeid tot een flessehals. 

## London Transport
Op 1 juli 1933 werden de metrolijnen in Londen, waaronder de Metropolitan Railway, genationaliseerd in London Transport zodat de metrolijnen in een hand kwamen. London Transport hernoemde de lijnen met de uniforme uitgang Line en besloot om een aftakking aan de Bakerloo Line te maken om de flessehals aan te pakken. De zijtak van de Bakerloo Line zou bestaan uit de stations van de stopdienst tussen Finchley Road en Wembley Park, twee nieuwe stations ten zuiden van Finchley Road en de in 1932 geopende aftakking naar Stanmore. De werkzaamheden begonnen in 1936 en op 20 november 1939 begon de dienst van de Bakerloo Line langs Kingsbury. Op 30 april 1979 ging de Stanmore-tak van de Bakerloo Line over op de Jubilee Line die sindsdien ook Kingsbury bedient. Omdat de Stanmore-tak gebouwd is voor grootprofiel materieel kunnen zowel S-stock als tube metrostellen gebruik maken van de lijn en af en toe komt er dan ook grootprofiel materieel in Stanmore.

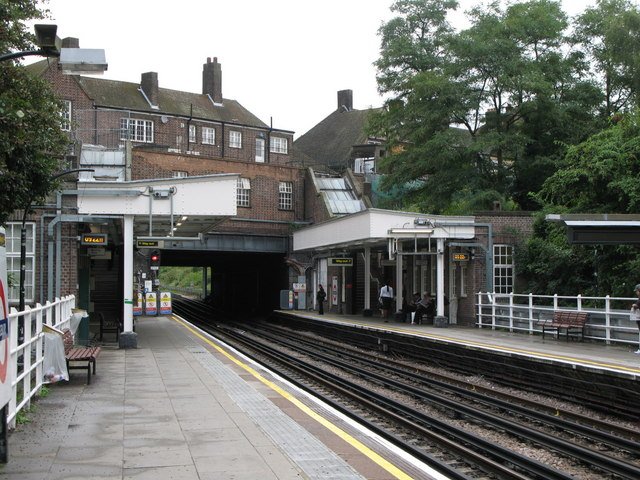
De perrons en de sporen onder het stationsgebouw.
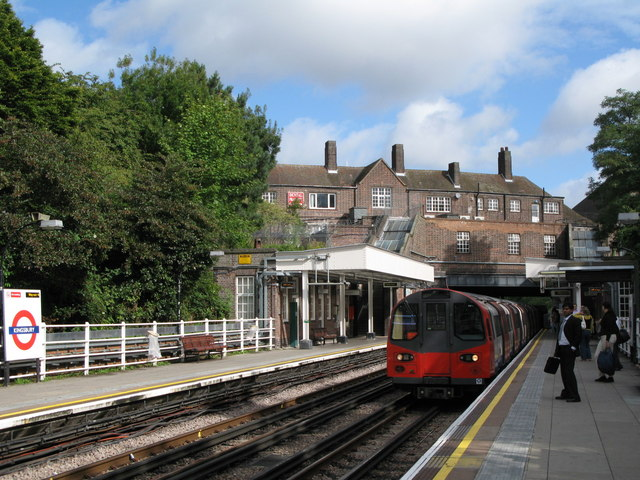
De Jubilee Line naar het centrum langs het perron.
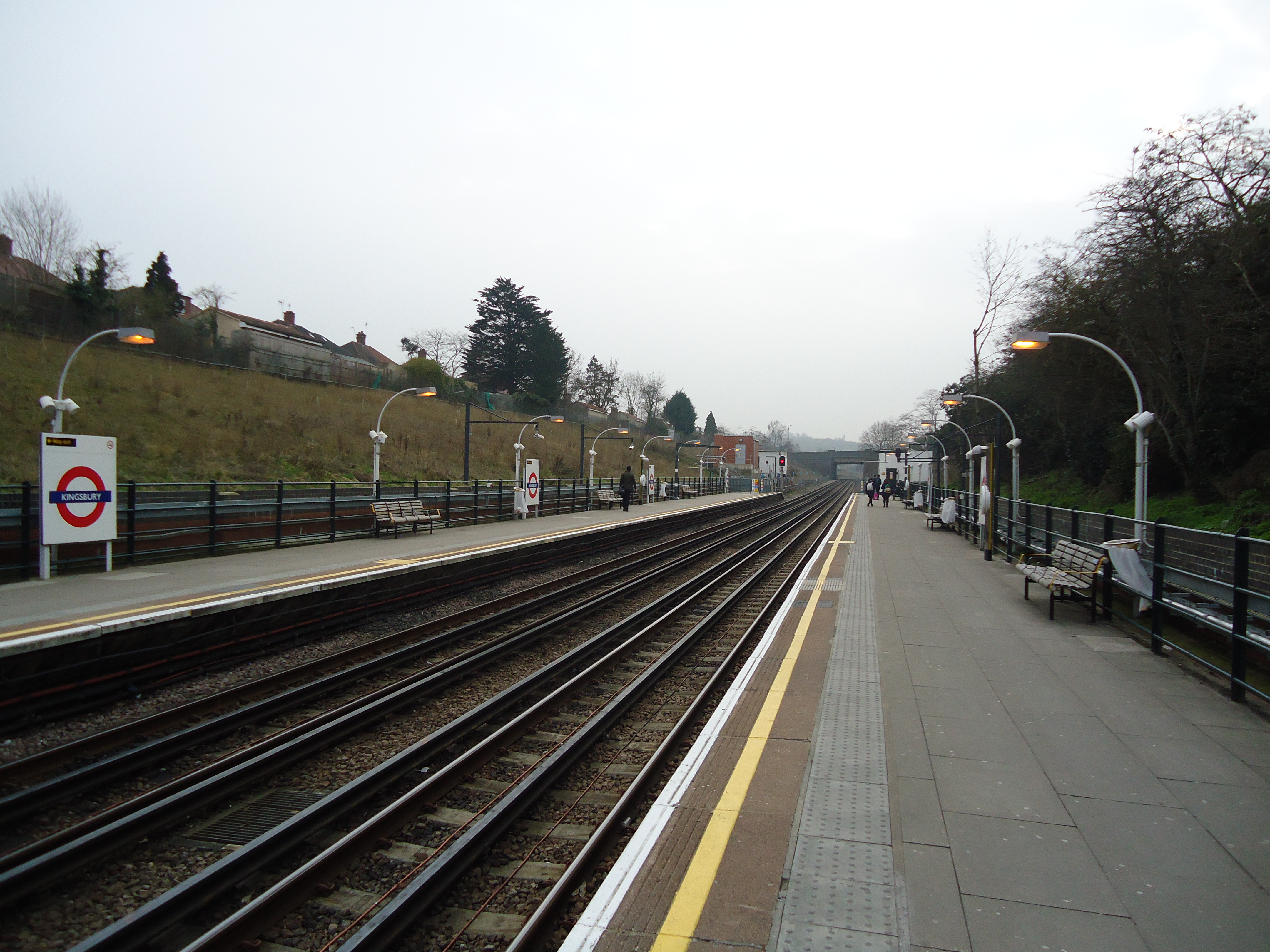
De lijn ten zuiden van Kingsbury

## Ligging en inrichting
De ingang van het station bevindt zich in een winkelrij aan de zuidkant van de A4006 Kingsbury Road, tegenover Berkeley Road. De bouwstijl is vergelijkbaar met die van andere Metropolitan Railway-gebouwen uit dezelfde periode in plaats van met de beton- en glasstijl die in dezelfde tijd door de LER-groep (De tubes) werd gebruikt. De perrons liggen in een uitgraving en zijn met trappen aan de noordkant van de perrons met de stationshal verbonden.
Net als bij andere stations van de Metropolitan Railway in de buurt, zoals Harrow-on-the-Hill, Neasden en  Queensbury, sluit de stationsnaam amper aan bij de geografische realiteit. Het station ligt aan de oostrand van Kenton en Kingsbury Road was vroeger het oostelijke deel van Kenton Lane. Het eigenlijke Kingsbury ligt dichter bij metrostation Neasden.
Stanmore ·
Canons Park ·
Queensbury ·
Kingsbury ·
Wembley Park ·
Neasden ·
Dollis Hill ·
Willesden Green ·
Kilburn ·
West Hampstead ·
Finchley Road ·
Swiss Cottage ·
St. John's Wood ·
Baker Street ·
Bond Street ·
Green Park ·
Westminster ·
Waterloo ·
Southwark ·
London Bridge ·
Bermondsey ·
Canada Water ·
Canary Wharf ·
North Greenwich ·
Canning Town ·
West Ham ·
Stratford